# Cơ học ứng dụng
Cơ học ứng dụng là khoa học nghiên cứu các quy luật chuyển động và cân bằng của các đối tượng kỹ thuật (máy móc và công trình) trong thực tế.
Cơ học ứng dụng là một chuyên ngành của Cơ học, là cầu nối giữa cơ học lý thuyết và các chuyên ngành khoa học kỹ thuật, công nghệ. Vì vậy nó thuộc về Khoa học ứng dụng.Khác với cơ học lý thuyết là ngành khoa học nghiên cứu tính quy luật cơ học chung của các quá trình và hiện  tượng vật lý, đối tượng nghiên cứu của cơ học ứng dụng là các quy luật chuyển động và cân bằng của các đối tượng kỹ thuật thực tế.

## Lịch sử
Các môn khoa học cơ sở khoa học của Cơ học ứng dụng:
- Cơ học lý thuyết.
- Cơ học môi trường liên tục.
- Lý thuyết đàn hồi.
- Lý thuyết dẻo.
- Lý thuyết dao động.
- Lý thuyết ổn định.
- Lý thuyết tấm và vỏ.

Cùng với việc giải quyết các bài toán ứng dụng phức tạp, mà nó liên quan tới các nhu cầu phát triển ngành công nghiệp chế tạo máy và xây dựng.
Việc giải quyết các bài toán này đòi hỏi phải chính xác hoá và phức tạp hóa hơn nữa các mô hình toán học của đối tượng nghiên cứu:
- Các Chi tiết và Cơ cấu máy.
- Các Phần tử và Hệ thống dụng cụ công nghiệp.
- Các Kết cấu máy và Công trình.

Đó là những đối tượng kỹ thuật mà chúng có thể được sử dụng, nghiên cứu một cách cặn kẽ, chỉ với sự ứng dụng mạnh mẽ của kỹ thuật tính toán. Do đó, kỹ thuật tính toán, các phương pháp tính toán hiệu quả, và các thuật toán mô hình hoá bằng máy tính các hệ cơ học phức tạp đã trở thành những công cụ quan trọng trong nghiên cứu của Cơ học ứng dụng.

## Các môn học
- Đàn hồi ứng dụng.
- Lý thuyết dẻo và từ biến.
- Ổn định của máy móc và công trình.
- Cơ học kết cấu máy.
- Dao động kỹ thuật và Động lực học máy.
- Động lực học công trình.
- Động lực học thống kê và độ tin cậy của cơ hệ.
- Vật lý độ bền.
- Cơ học phá hủy.
- Tương tác kết cấu với môi trường đàn hồi.
- Cơ học kết cấu vật liệu Composite.
- Các phương pháp số giải các bài toán động lực học và độ bền (phương pháp sai phân hữu hạn, phương pháp phần tử biên, phương pháp phần tử hữu hạn,…)
- Các phương pháp và phương tiện thực nghiệm trong cơ học ứng dụng.

Việc nâng cao hiệu quả của kỹ thuật mới, sử dụng trong điều kiện khắc nghiệt khi chịu tải trọng tĩnh, tải trọng động lực học và tải trọng ngẫu nhiên (làm tăng xác suất tai nạn, phá hỏng)  đồng thời với việc giảm khối lượng vật liệu của đối tượng thiết kế, thậm chí cả việc thiết kế các kết cấu tối ưu - Đó chính là các bài toán cơ bản mà tính cạnh tranh của sản phẩm công nghiệp quốc gia phục thuộc vào lời giải của chúng.